# Aleksandr Puczkow
Aleksandr Nikołajewicz Puczkow (ros. Александр Николаевич Пучков; ur. 25 marca 1957 w Uljanowsku, zm. 9 października 2024) – radziecki lekkoatleta, płotkarz, medalista olimpijski, halowy mistrz Europy.

## Osiągnięcia
- brązowy medal Uniwersjady (bieg na 110 m przez płotki, Meksyk 1979)[2]
- brąz igrzysk olimpijskich (bieg na 110 m przez płotki, Moskwa 1980)
- złoto halowych mistrzostwach Europy (bieg na 60 m przez płotki, Mediolan 1982)
- dwukrotny mistrz ZSRR w biegu na 110 metrów przez płotki[3]